# Јозо Бакотић
Јозо Бакотић (Сињ, 9. јануар 1901 — Бања Лука, 2. јун 1971) је био југословенски филмски и позоришни глумац.
Глумачку каријеру започео је у Хрватском народном казалишту (1923-1930) у Загребу, гдје је 1927. завршио Државну глумачку школу. Глумио је у Народном позоришту у Бањој Луци (1930-1936), у Нишу, Београду, Сарајеву (1939- 1944. и 1947/48) и Загребу (1944-1947). У Бањој Луци одиграо је више од 150 улога у великом броју представа, међу којима су: Хаџи Поја, Хасанагиница, Кир Јања, Млетачки трговац, Господа Глембајеви, Добри војник Швејк, 3улумћар, Сумњиво лице.
| Год.   | Назив        | Улога \|- style="background: Lavender; text-align:center; " | 1940.е | 1940.е | 1940.е | 1940.е |
| 1947.  | Славица      | /                                                           |        |        |        |        |
| 1948.  | Живот је наш | /                                                           |        |        |        |        |
| 1950.е |              |                                                             |        |        |        |        |
| 1951.  | Мајор Баук   | /                                                           |        |        |        |        |